# Seiya Nakano
Seiya Nakano (中野 誠也 Nakano Seiya?), född 23 juli 1995 i Shizuoka prefektur, är en japansk fotbollsspelare.
Nakano började sin karriär 2018 i Júbilo Iwata.